# La Campanella (Liszt)
Cet article possède un paronyme, voir Campanella.
La Campanella (La Clochette en italien) est une célèbre pièce pour piano en Sol dièse mineur, la troisième étude de la série des Grandes études de Paganini composée en 1838 par Franz Liszt.

## Origines
Elle est fondée sur le dernier mouvement du Concerto pour violon nº 2 de Paganini en si mineur. Liszt avait déjà repris ce même thème dans son œuvre Grande Fantaisie de bravoure sur La Clochette.

## Spécificités techniques

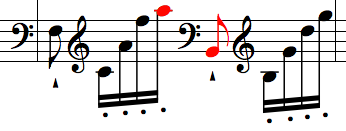
Les deux notes en rouges sont séparés de 35 demi-tons, ce qui représente un saut d'environ 46 cm sur le clavier.

Représentative de la technique pianistique de Liszt, son exécution est extrêmement difficile et requiert énormément de rapidité, de dextérité et de souplesse.

## Postérité
Cette pièce pour piano, instrument répandu dans la composition de bandes originales, est reprise dans certaines œuvres audiovisuelles. En outre, elle est utilisée dans le titre Shut Down du groupe féminin de K-Pop Blackpink.

### Au cinéma

#### Film enprise de vues réelles
- 1946 : L'Archet magique
- 1993 : The Crush
- 1996 : Shine
- 2006 : Vitus
- 2022: Cobra Kai

### En animation

#### Animation japonaise
- 2018 : Piano no mori (ピアノの森 -The perfect world of KAI-?)
- 2021 : Vivy -Fluorite Eye's Song-